# Giovanni Battista Langetti

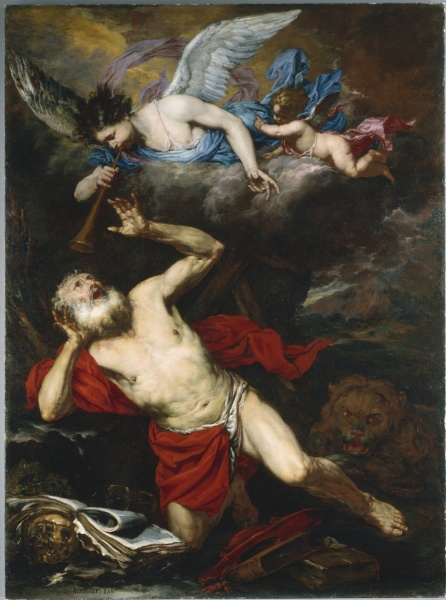
La visión de san Jerónimo, cuadro de Langetti que delata la influencia de José de Ribera (Museo de Arte de Cleveland).

Giovanni Battista Langetti, también llamado Giambattista Langetti (Génova, 1635 – Venecia, 22 de octubre de 1676) fue un pintor italiano del barroco tardío. Trabajó en Génova, Roma y principalmente en Venecia.

## Carrera
En su Génova natal se formó con Gioacchino Assereto, y en Roma con Pietro da Cortona. 
En la década de 1650 debió de pasar por Nápoles, donde conoció obras de José de Ribera, Francesco Fracanzano y Luca Giordano. La influencia riberesca es evidente en obras suyas como La visión de san Jerónimo (Museo de Arte de Cleveland). En 1656 una plaga azotaba el virreinato, y Langetti se mudó a Venecia, acaso por consejo de Luca Giordano, quien había visitado esta urbe. Se estableció allí para el resto de su carrera. Durante un breve periodo completó su formación en Venecia bajo la tutela de Giovanni Francesco Cassana, un pintor modesto de origen genovés.

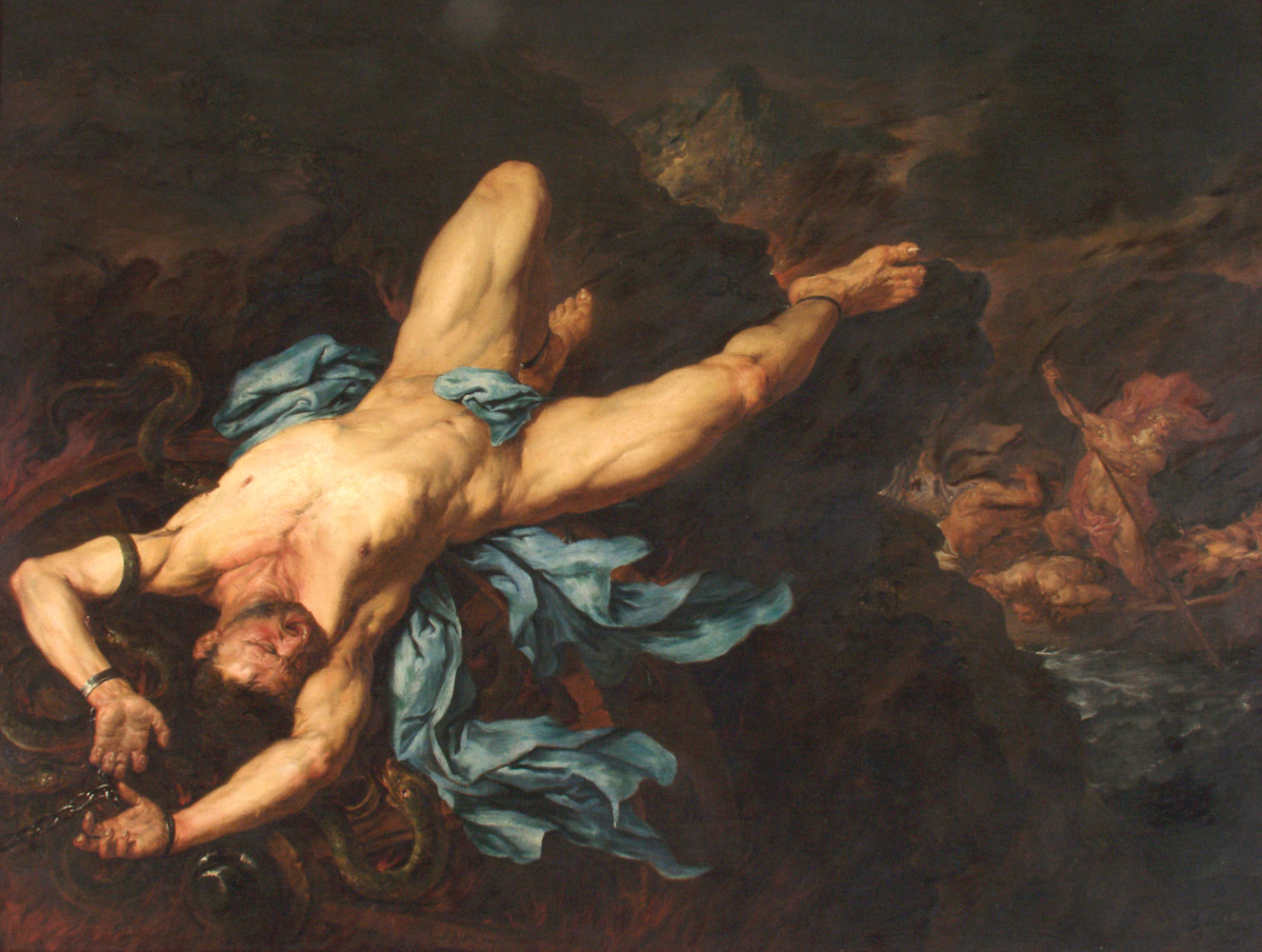
El castigo de Ixión (Museo de Arte de Ponce, Puerto Rico).

En dos décadas de carrera en Venecia, Langetti pintó abundantes obras al gusto del tenebrismo de Caravaggio; se le catalogan unas 120 y se siguen descubriendo otras inéditas. Acusó la influencia de pintores locales como Johann Karl Loth y Antonio Zanchi. 
Su producción mayoritaria fueron figuras de medio cuerpo, destinadas a clientes del Véneto y Lombardía. Destacan varios cuadros de temas violentos, como El suicidio de Catón (Sao Paulo, col. particular) y El castigo de Ixión (Puerto Rico, Museo de Arte de Ponce).